# Einsatzkapelle
Eine Einsatzkapelle ist ein kleiner Sakralraum, der im Gegensatz zu freistehenden, oder dem Kirchenschiff angefügten Kapellen in den Gesamtbau integriert, beziehungsweise eingesetzt ist. Die meist seitlich in Reihen angeordneten Einsatzkapellen befinden sich demnach bei Hallenkirchen zusammen mit Hauptschiff und Seitenschiff (bzw. Seitenschiffen) unter einem einzigen gemeinsamen Dach. Bei einer Basilika nutzen die Einsatzkapellen das erweiterte Dach des Seitenschiffes (bzw. der Seitenschiffe). 
Aus diesem Grund sind Einsatzkapellen kaum von außen als solche zu erkennen, da sie mit dem Kirchenschiff zu einer geschlossenen Einheit verschmelzen.
Solche speziellen Kapellen sind unabhängig von architektonischen Stilrichtungen und treten beispielsweise in der Gotik gleichermaßen auf wie im Barock.